# وتشيق
وتشيق هي قرية في مقاطعة كوثر، إيران. عدد سكان هذه القرية هو 101 في سنة 2006.